# Neptis andetria
Neptis andetria är en fjärilsart som beskrevs av Hans Fruhstorfer 1913. Neptis andetria ingår i släktet Neptis och familjen praktfjärilar. Inga underarter finns listade i Catalogue of Life.